# Рогальский, Евгений Эдуардович
Евгений Эдуардович Рогальский (10 апреля 1926, СССР — 1996, Москва) — советский артист цирка, конный акробат, дрессировщик, народный артист РСФСР (1980).

## Биография
Евгений Эдуардович Рогальский родился 10 апреля 1926 года в цирковой семье. Впервые вышел на манеж в 4 года. Учился в Конно-акробатической студии при Ленинградском цирке. После окончания студии выступал в паре с женой Энгелиной Рогальской. Первый номер «Конный этюд» был показан в 1949 году, за который пара стала дипломантами конкурса артистов цирка. Работали с тремя вороными лошади с кличками Гонец, Барон и Ласточка. Гастролировали на Кубе, в Бразилии, Аргентине, Мексике, Перу.
Был мастер конных трюков и пантомимы, дрессировщик (ставил номера с медведями). 
После ареста в 1982 году генерального директора «Союзгосцирка» заслуженного деятеля искусств РСФСР Анатолия Колеватова был арестован и осужден и Е.Рогальский. 

Могила Рогальского

Умер в 1996 году в Москве, похоронен на Кунцевском кладбище (8-й участок).

## Семья
- Отец — артист цирка Эдуард Адольфович Рогальский (творческий псевдоним Викардо по фамилии бабушки-итальянки).
- Жена — артистка цирка, наездница Энгелина Васильевна Рогальская (род. 1929), заслуженная артистка России. Окончила Днепропетровское хореографическое училище, затем Конно-акробатическую студию при Ленинградском цирке. Прожили в браке 50 лет.

## Награды и премии
- Заслуженный артист Молдавской ССР (1967).
- Народный артист РСФСР (1980).
- Памятная медаль Ватикана

## Номера
- «Конный этюд» (1949)
- «Молдавская сюита»
- «Русские колокола»
- «Неоконченный концерт»
- «Высшая школа верховой езды»

## Фильмография
- 1954 — Укротительница тигров — наездник